# Jessy Rompies
Jessy Rompies (Jakarta, 14 april 1990) is een tennisspeelster uit Indonesië. Zij begon op zevenjarige leeftijd met het spelen van tennis. Haar favoriete ondergrond is gravel. Zij speelt rechtshandig en heeft een enkelhandige backhand. Zij is actief in het internationale tennis sinds 2004.

## Loopbaan
Rompies speelde tussen 2009 en 2022 voor Indonesië 41 partijen op de Fed Cup, waarvan zij er 21 won.
In 2019 won Rompies met Beatrice Gumulya de gouden medaille in het dubbelspel op de Zuidoost-Aziatische Spelen.
In juli 2022 kwam zij binnen op de top 150 van het dubbelspel.

## Posities op deWTA-ranglijst
Positie per einde seizoen:
| jaar | rang enkelspel | rang dubbelspel |
| ---- | -------------- | --------------- |
| 2006 | 937            | 743             |
| 2007 | 757            | 611             |
| 2008 | 811            | 907             |
| 2009 | 448            | 296             |
| 2010 | 418            | 262             |
| 2011 | 452            | 258             |
|      |                |                 |
| 2013 | 910            | 680             |
| 2014 | –              | 912             |
| 2015 | –              | 675             |
| 2016 | 939            | 268             |
| 2017 | 1145           | 372             |
| 2018 | –              | 204             |
| 2019 | 909            | 173             |
| 2020 | 908            | 183             |
| 2021 | 1134           | 173             |